# 関市立武儀小学校
関市立武儀小学校（せきしりつ むぎしょうがっこう）は、岐阜県関市にある公立小学校。武儀東小学校と武儀西小学校を統合して、2021年に開校した。校舎は武儀東小学校の施設を引き続き使用する。

## 沿革
- 2021年（令和3年）
  - 4月1日 - 武儀東小学校と武儀西小学校を統合し、開校。
  - 4月7日 - 午前に開校式と最初の始業式[3]が、午後に第1回入学式がそれぞれ挙行。最初の新入生は13名[4]。
  - 9月25日 - 第1回運動会開催。
- 2022年（令和4年）
  - 3月24日 - 第1回卒業式挙行。
  - 3月25日 - 最後の修了式挙行。

## 周辺
- 中部電力パワーグリッド富之保変電所
- 関市武儀生涯学習センター
- 一柳城跡
- 岐阜県道63号美濃加茂和良線
- 岐阜県道325号大原富之保線
- 水無神社
- 津保川

## アクセス
- 関シティバス津保川地域内バスで、「岩」・「武儀倉口」両バス停から徒歩。
- 長良川鉄道関駅（関シティターミナル）から、上述の関シティバス津保川地域内バスで、「岩」・「武儀倉口」バス停下車。下車後、徒歩。

## 義務教育学校の計画
- 児童数及び生徒数の減少、小規模校の適正化のため、津保川中学校、武儀小学校、上之保小学校を統合し、2026年度以降に義務教育学校にする計画である。